# Paesaggio con arco naturale e cascata
Paesaggio con arco naturale e cascata è un dipinto a olio su tela (65x49 cm) di Salvator Rosa, databile al 1640-1648 circa e conservato nella Galleria Palatina a Firenze. 

## Storia
Il dipinto appartenne al cardinale Leopoldo de' Medici, che col fratello Giovan Carlo furono i primi protettori del Rosa a Firenze, dal 1640. Appassionato di pesaggi fin dalla gioventù, il cardinale Leopoldo possedette dello stesso autore anche la Pace che incendia le armi (anche nella Galleria Palatina) e il Ritorno di Astrea (oggi al Kunsthistorisches Museum di Vienna dopo lo scambio di opere del 1792). Il Paesaggio si ritrova descritto nell'inventario dei beni alla sua morte nel 1675 («una grotta e paesino  con due zingane et un birbante e due figurine in lontananza»). Nel 1782 è ancora inventariato a Pitti, per essere poi trasferito verso il 1796 agli Uffizi, dove rimase fino al 1928.

## Descrizione e stile
Nell'arte del Rosa è frequente l'inserimento di un arco naturale come elemento pittoresco, accostato ad altre irregolarità come dirupi, cascate e percorsi accidentati. Può darsi che l'artista serbasse memoria dell'arco dell'isola di Capri. Qui l'arco fa da maestosa quinta a un tema di genere, la rappresentazione di zingare e malfattori nascosti all'ombra, ma è soprattutto il contrasto tra i cielo terso e le parti illuminate contro quelle più ombrose che interessa al pittore, permettendogli di misurarsi con piani digradanti in profondità dove risaltano effetti luministici antitetici, e la natura affascina per le sue irregolarità e la sua minacciosa incombenza. 
Queste caratteristiche erano ben note e apprezzate ai contemporanei, come glòi riconobbe anche il Baldinucci che parlò a proposito dell'estro del Rosa come "bel genio pittoresco", capace di rappresentare le "varie apparenze di colore" tra l'acqua che scorre nelle cascatelle, accesa dalla luce soffusa, i corpi solidi del massi in profonda ombra, la leggerezza della vegetazione in controluce.